# Stefan Szaniawski
Stefan Szaniawski h. Junosza (ur. 28 marca 1882 w Kamyku, zm. 16 października 1943) – pułkownik artylerii Wojska Polskiego, kawaler Orderu Virtuti Militari.

## Życiorys
Był synem Aleksandra (ur. 1841) i Franciszki z Kosmendowskich. W 1903 ukończył szkołę handlową w Łodzi, następnie odbył roczną służbę wojskową i uzyskał szarżę oficerską w armii rosyjskiej. Walczył na froncie wojny rosyjsko-japońskiej, później w czasie I wojny światowej. Po rewolucji rosyjskiej był przewodniczącym Związku Wojskowych Polaków 105 Dywizji Piechoty. W latach 1918–1919 uczęszczał na kursy akademickie dla wyższej administracji przy Uniwersytecie Warszawskim.
W Wojsku Polskim był m.in. przez pewien czas zastępcą komendanta miasta stołecznego Warszawy. W 1924 roku służył w 1 dywizjonie artylerii konnej, na stanowisku zastępcy dowódcy jednostki. Został awansowany na podpułkownika. Zweryfikowany w stopniu pułkownika ze starszeństwem z dniem 1 czerwca 1919 i 50. lokatą w korpusie oficerów artylerii.
W listopadzie 1925 został przeniesiony z 29 pułku artylerii polowej w Grodnie do 4 pułku artylerii ciężkiej w Łodzi na stanowisko dowódcy. W lutym 1929 został zwolniony z zajmowanego stanowiska i pozostawiony bez przynależności służbowej z równoczesnym oddaniem do dyspozycji dowódcy Okręgu Korpusu Nr IV w Łodzi. Z dniem 31 sierpnia 1929 został przeniesiony w stan spoczynku. W 1934 pozostawał na ewidencji Powiatowej Komendy Uzupełnień Warszawa Miasto III i posiadał przydział mobilizacyjny do Oficerskiej Kadry Okręgowej Nr I.
W 1910 ożenił się z Marią Antoniną Vieujean.

## Ordery i odznaczenia
- Krzyż Srebrny Orderu Wojskowego Virtuti Militari nr 4938 (1921)[6]
- Krzyż Walecznych (dwukrotnie: po raz pierwszy 1921)[7]
- Złoty Krzyż Zasługi (10 sierpnia 1924)[8]
- Medal Dziesięciolecia Odzyskanej Niepodległości